# Michiko Sugata
Michiko Sugata (姿美千子, Sugata Michiko), née le 28 mai 1945, est une actrice et chanteuse japonaise.

## Biographie

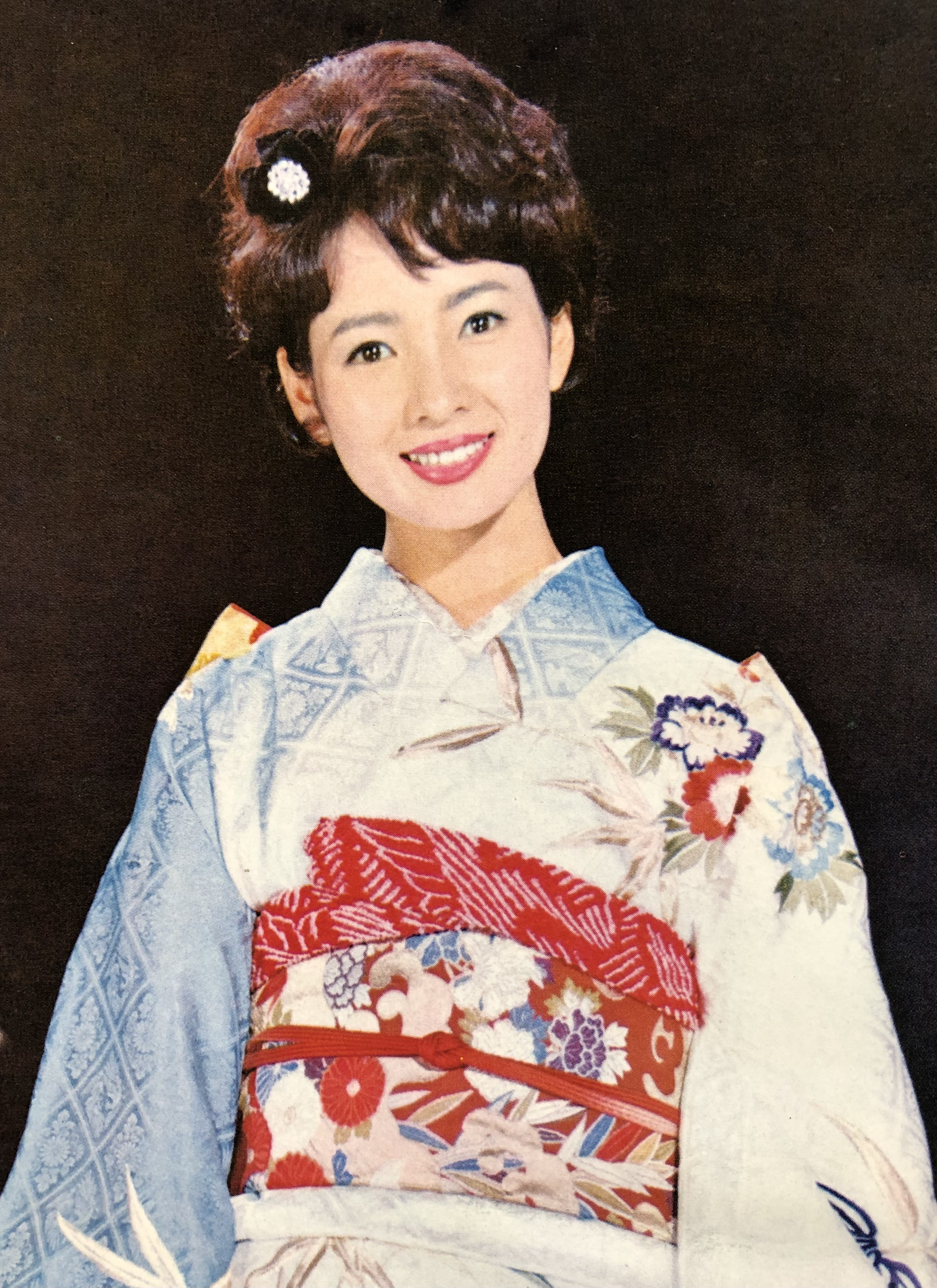
Michiko Sugata en 1965.

Michiko Sugata tourne dans plus de trente films, tous produits par la Daiei, entre 1961 et 1968. Elle met un terme à sa carrière d'actrice en 1971 après avoir épousé le joueur de baseball Makoto Kurata (ja).
Elle est la sœur ainée de l'actrice Kazuko Tachibana (ja).

## Filmographie

### Cinéma
- 1961 : Suttobi jingi (すっとび仁義?) de Kimiyoshi Yasuda
- 1961 : Asu o yobu minato (明日を呼ぶ港?) de Kōji Shima
- 1961 : Hana no kyōdai  (花の兄弟?) de Kazuo Ikehiro
- 1962 : Suteki na 16-sai (すてきな１６才?) de Hisashi Terajima
- 1962 : Hiren no waka musha (悲恋の若武者?) de Masaki Nishiyama
- 1962 : Kakkoii wakamono-tachi (かっこいい若者たち?) de Tarō Yuge
- 1962 : Yakuza no kunshō (やくざの勲章?) d'Umetsugu Inoue : Tamiyo
- 1963 : Wakai Kigi (若い樹々?) de Haruo Harada
- 1963 : Ten'yawan'ya Jirōchō dōchū (てんやわんや次郎長道中?) de Kazuo Mori : Okayo
- 1963 : Onsen jochū (温泉女中?) de Shunkai Mizuho
- 1963 : Onsen junsa (温泉巡査?) de Haruo Harada

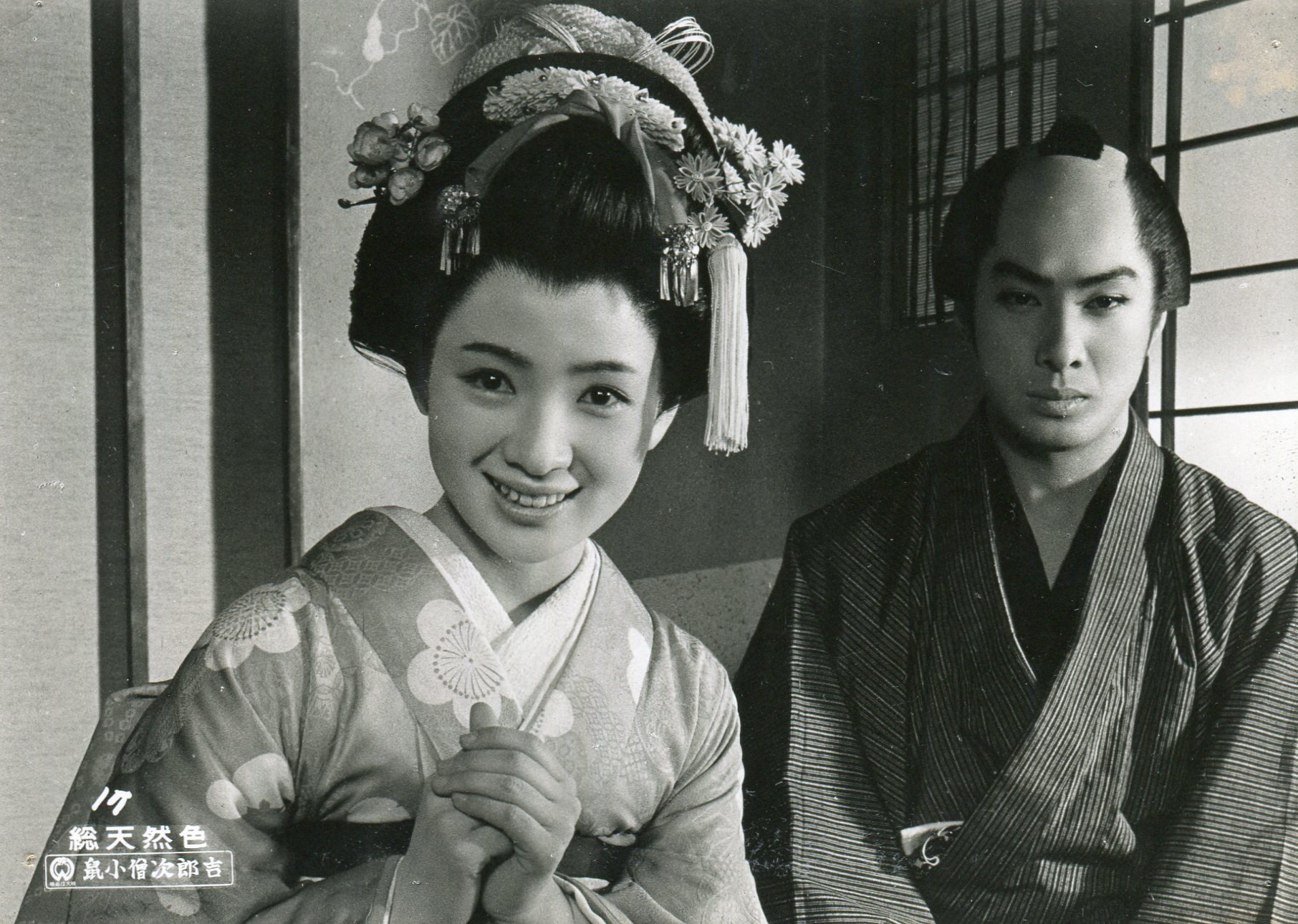
Michiko Sugata et Yoichi Hayashi dans Nezumi kozō Jirokichi (1965)

- 1963 : Kōkō san'nensei (高校三年生?) de Yoshio Inoue : Tomoko Kosugi
- 1964 : Onsen joi (温泉女医?) de Keigo Kimura : Kichiya
- 1964 : Muchana yatsu (無茶な奴?) de Kōji Shima
- 1964 : Zuko kōkō san'nensei (続・高校三年生?) de Tarō Yuge : Akiko Takatsu
- 1964 : Seifuku no ōkami (制服の狼?) de Tarō Yuge
- 1964 : Shiawase nara te o tatakō (幸せなら手をたたこう?) de Noriaki Yuasa
- 1965 : Kyōshirō Nemuri : le sabreur et les pirates (眠狂四郎炎情剣, Nemuri Kyōshirō enjōken?) de Kenji Misumi
- 1965 : Dai sōsa-mō (大捜査網?) de Mitsuo Murayama
- 1965 : Nezumi kozō Jirokichi (鼠小僧次郎吉?) de Kenji Misumi
- 1965 : Kumo o yobu kōdō-kan (雲を呼ぶ講道館?) de Tarō Yuge
- 1965 : Aoi kuchizuke (青いくちづけ?) de Yoshio Inoue : Kazuko Takakura
- 1965 : Tsuma no hi no ai no katamini (妻の日の愛のかたみに?) de Sōkichi Tomimoto
- 1965 : La Lame diabolique (剣鬼, Ken ki?) de Kenji Misumi : Osaki
- 1965 : Gamera (大怪獣ガメラ, Daikaijū Gamera?) de Noriaki Yuasa : Nobuyo Sakurai
- 1965 : Teppō inu (鉄砲犬?) de Tetsutarō Murano
- 1966 : Yabure shōmon (破れ証文?) de Shigeo Tanaka
- 1966 : Hondara torimonochō (ほんだら捕物帖?) de Kazuo Mori
- 1966 : Gan (雁?) de Kazuo Ikehiro : Oume
- 1966 : Zoku yoidore hakase (続・酔いどれ博士?) d'Akira Inoue : Yoshie
- 1967 : Le Faux Inspecteur (にせ刑事, Nise keiji?) de Satsuo Yamamoto
- 1967 : G-Men of the Sea (海のＧメン 太平洋の用心棒, Umi no G-Men: Taiheiyō no yōjinbō?) de Shigeo Tanaka
- 1967 : Shōbu inu (勝負犬?) de Yoshio Inoue
- 1968 : Kantō onna tobaku-shi (関東女賭博師?) de Yoshio Inoue

### Télévision
- 1971 : Uchikome！ Seishun (打ちこめ！青春?) (série TV)